# Bernard von Brentano
Bernard von Brentano (Offenbach del Meno, 15 de octubre de 1901-Wiesbaden, 29 de diciembre de  1964) fue un escritor, poeta, dramaturgo, narrador, novelista, ensayista y periodista alemán.

## Biografía
Bernard von Brentano era hijo de Otto von Brentano di Tremezzo, ministro de Interior y de Justicia, natural de Hesse y hermano de Clemens y de Heinrich von Brentano. Su madre, Lilla Beata, con apellido de soltera Schwerdt, procedía del linaje de los Brentano de Fráncfort.
Al contrario que sus hermanos, Bernard von Brentano apenas utilizó el nombre completo de su familia, Brentano di Tremezzo.
Después de cursar el bachillerato en Offenbach, Brentano estudió Filosofía en Friburgo de Brisgovia, Múnich, Fráncfort y Berlín. En Friburgo se convirtió en miembro activo de Bavaria, una asociación católica de estudiantes; en Múnich lo fue de la Rheno-Bavaria München, ambas asociaciones académicas pertenecientes a la asociación central y desde 1920 fue miembro del P.E.N.
Entre 1925 y 1930, Brentano trabajó en la sede berlinesa del suplemento cultural del Frankfurter Zeitung donde se convirtió en sucesor de Joseph Roth, a quien le unía una estrecha relación de amistad. Se implicó fuertemente en la Asociación de escritores proletario-revolucionarios  Bund proletarisch-revolutionärer Schriftsteller y fue también colaborador de la revista Die Linkskurve. En  1929/30 tuvo la intención de editar otra publicación literaria junto con Bertolt Brecht, proyecto que, sin embargo, no pudo llevarse a cabo.
En el ensayo que publicó en el año 1929 “Über den Ernst des Lebens“ [Sobre la seriedad de la vida],  Brentano analizó las cartas de guerra de soldados caídos y criticó el enaltecimiento de la guerra. Con la aparición en 1932 del profético libro Der Beginn der Barbarei in Deutschland [El comienzo de la barbarie en Alemania] se ganó definitivamente el odio de los nacionalsocialistas. Después de su llegada al poder, los libros de Brentano fueron quemados en las hogueras de libros. 
Todavía no está del todo claro si Brentano perteneción al KPD [Partido Comunista de Alemania], aunque existen algunos indicios de ello. En cualquier caso, Brentano rechazó el régimen de Stalin tras dos viajes a Moscú en los años 1930 y 1932, y más tarde se distanció del marxismo.
A primeros de abril de 1933, Brentano abandonó Berlín y emigró a Suiza; desde 1934 vivió con su familia en Küsnacht cerca de Zúrich. En esta localidad trabajó para el  periódico Neue Zürcher Zeitung y para el Weltwoche. Su obra principal, Theodor Chindler, fue publicada en 1936 en la editorial Oprecht de Zúrich, que fue reeditada varias veces y llevada al cine por Hans W. Geißendörfer en 1979. Esta novela, muy loada por Thomas Mann, narra el desmoronamiento del Imperio guillermino partiendo del ejemplo de una familia católica y se remite en parte a su propia historia familiar.
A partir de  1940, Brentano hizo todo lo posible por volver a su país, pero no fue hasta 1949 cuando regresó a Alemania, al “país del amor“, tal como lo denominó en su autobiografía de 1952. Vivió con su familia en Wiesbaden hasta su muerte.

## Obras
- Über den Ernst des Lebens, 1929
- Kapitalismus und schöne Literatur, 1930
- Der Beginn der Barbarei in Deutschland, 1932
- Berliner Novellen, 1934
- Theodor Chindler, 1936.
- Prozess ohne Richter, 1937
- Die ewigen Gefühle, 1939
- Une Famille Allemande, 1939
- Phädra, Drama, 1939
- Tagebuch mit Büchern, 1943
- August Wilhelm Schlegel, 1944
- Goethe und Marianne von Willemer, 1945
- Franziska Scheler, 1945
- Martha und Maria, 1946
- Streifzüge, 1947
- Die Schwestern Usedom, 1948
- Sophie Charlotte und Danckelmann, 1949
- Du Land der Liebe, 1952
- Die geistige Situation der Kunst in der Gesellschaft, 1955
- Das Menschenbild in der modernen Literatur, 1958
- Erzählungen, 1965

Publicados póstumamente:
- Die drei Prälaten, 1974
- Proces Zonder Rechters, 1982
- Wo in Europa ist Berlin, 1987

## Enlaces
- Bibliografía relacionada con Bernard von Brentano en el catálogo de la Biblioteca Nacional de Alemania.

- Datos: Q76283